# Ковалёв, Михаил Михайлович (хоккеист)
Михаил Михайлович Ковалёв (30 мая 1954 — 1982) — советский хоккеист, защитник.

## Биография
Начинал играть в ЦСКА в сезоне 1970/71, за первые три сезона провёл в чемпионате 9 матчей. В сезоне 1973/74 сыграл 14 матчей, в следующем — 29. По ходу сезона 1975/76 перешёл в московский «Локомотив». С сезона 1976/77 — в ижевской «Ижстали», в сезоне 1979/80 выступал в высшей лиге. В сезонах 1980/81 — 1981/82 играл за «Металлург» Череповец.
Серебряный призёр юниорского чемпионата Европы 1972, победитель юниорского чемпионата Европы 1973. Победитель первого неофициального молодёжного чемпионата мира 1974.
Был убит пьяным родственником ударом ножа в спину летом 1982 года. Похоронен на кладбище Пенягино Красногорского района Московской области.